# CinExploitation
CinExploitation est initialement une collection de livres consacrée au cinéma de genre et d'exploitation créée par Julien Sévéon. Démarrée chez l'éditeur Bazaar&co. en 2008, elle est passée chez IMHO en 2012. L'ambition de la collection est "de présenter différentes facettes du cinéma de genre, sans limite d’origine ou de thème" tout en "sortant des sentiers battus"
Depuis 2020, CinExploitation est devenu éditeur.

## Publications
- Blaxploitation, 70's Soul Fever, Julien Sévéon, Bazaar&co, 2008 (2de édition : 2010 / 3e édition : 2011)
- Tolérance Zéro, Fathi Beddiar, Bazaar&co, 2008
- Lucio Fulci, le poète du macabre, Régis Autran, Hugues Deprets, Lionel Grenier, Jean-François Rauger, Xavier Robert, Julien Sévéon, François-Xavier Taboni, Mathias Ulrich, Bazaar&co, 2009 (2de édition : 2010)
- Mamoru Oshii, rêves, nostalgie et révolution, Julien Sévéon, IMHO, 2012
- Le péplum italien, grandeur & décadence d'une antiquité populaire, Florent Fourcart, IMHO, 2012
- Drive-in & Grindhouse Cinema, 1950's-1960's, Régis Dubois, IMHO, 2017
- Massacre(s) à la tronçonneuse - 1974-2017 une odyssée horrifique, Julien Sévéon, CinExploitation, 2020,  (ISBN 978-2-9571981-0-8)
- Satoshi Kon, rêver la réalité, Julien Sévéon, CinExploitation, 2021